# Just Can't Get Enough (Depeche Mode)
Just Can't Get Enough è un singolo del gruppo musicale britannico Depeche Mode, pubblicato il 7 settembre 1981 come secondo estratto dal primo album in studio Speak & Spell.

## Descrizione
Interamente scritto da Vince Clarke, è il primo singolo del gruppo ad essere stato commercializzato anche per il mercato statunitense. L'edizione statunitense di Speak & Spell figura tuttavia al suo interno una versione estesa del singolo, denominata Schizo Mix, mentre in quella britannica presenta quella originale.

## Promozione
Just Can't Get Enough è stato distribuito agli inizi di settembre 1981 nel Regno Unito, accompagnato dalla b-side strumentale Any Second Now; una versione cantata di questo pezzo è stata inserita nella lista tracce di Speak & Spell con il titolo Any Second Now (Voices). Il singolo ha ottenuto un buon successo, raggiungendo l'ottava posizione della Official Singles Chart, segnando la prima top 10 nella carriera del gruppo. Nel marzo 1985 rientrò nelle classifiche in una versione dal vivo registrata all'Hammersmith Odeon di Londra come b-side del singolo Love, in Itself.
Il 18 febbraio 1982 la Sire Records ha pubblicato il singolo per il mercato statunitense, nella cui b-side è presente Tora! Tora! Tora!. Ha raggiunto la posizione 26 della Dance Club Songs statunitense stilata da Billboard.

## Video musicale
Il video è il primo nella carriera dei Depeche Mode nonché l'unico a presentare Clarke. Diretto da Clive Richardson, è stato girato in due luoghi differenti: uno è al coperto simile ad un parcheggio dove il gruppo esegue il brano con tre ragazze che ballano, e l'altro in un bar con le stesse ragazze.
Alcuni spezzoni del video compaiono in Martyr.

## Tracce
Testi e musiche di Vince Clarke, eccetto dove indicato.
7" (Australia, Brasile, Francia, Germania, Nuova Zelanda, Portogallo, Regno Unito, Scandinavia, Spagna)
- Lato A

1. Just Can't Get Enough – 3:35

- Lato B

1. Any Second Now – 3:08

7" (Giappone)
- Lato A

1. Just Can't Get Enough – 3:40

- Lato B

1. Just Can't Get Enough (Disco Mix) – 6:41

7" (Italia)
- Lato A

1. Just Can't Get Enough – 3:35

- Lato B

1. I Sometimes Wish I Was Dead – 2:15

7" (Stati Uniti)
- Lato A

1. Just Can't Get Enough – 3:42

- Lato B

1. Tora! Tora! Tora! – 4:23 (Martin Gore)

12" (Australia, Francia, Germania, Regno Unito, Spagna)
- Lato A

1. Just Can't Get Enough (Schizo Mix) – 6:41

- Lato B

1. Any Second Now (Altered) – 5:43

CD
1. Just Can't Get Enough – 3:42
2. Any Second Now – 3:08
3. Just Can't Get Enough (Schizo Mix) – 6:45
4. Any Second Now (Altered) – 5:43

## Formazione
Hanno partecipato alle registrazioni, secondo le note di copertina di Speak & Spell:
Gruppo
- Dave Gahan – sintetizzatore, voce
- Vince Clarke – sintetizzatore, voce
- Martin Lee Gore – sintetizzatore, voce
- Andrew Fletcher – sintetizzatore, voce

Produzione
- Depeche Mode – produzione
- Daniel Miller – produzione
- Eric Radcliffe – ingegneria del suono
- John Fryer – ingegneria del suono

## Classifiche
| Classifica (1981)        | Posizione massima |
| ------------------------ | ----------------- |
| Australia                | 4                 |
| Belgio (Fiandre)         | 30                |
| Francia                  | 31                |
| Irlanda                  | 16                |
| Nuova Zelanda            | 29                |
| Regno Unito              | 8                 |
| Spagna                   | 18                |
| Stati Uniti (dance club) | 26                |
| Svezia                   | 14                |
| Classifica (1985)        | Posizione massima |
| Belgio (Fiandre)         | 8                 |
| Paesi Bassi              | 10                |

## Riconoscimenti
- Blender – The 500 Greatest Songs Since You Were Born (62º posto)
- Rolling Stone – 100 Greatest Pop Songs (69º posto)
- VH1 – 100 Greatest Songs of the 80's (66º posto)

## Cover
- Nel 2004 il gruppo francese Nouvelle Vague ha realizzato un cover del brano in stile jazz/bossa nova, inclusa nel loro album Nouvelle Vague.
- Nel 2007 la cantante spagnola Marta Sánchez ha utilizzato un campionamento del brano per il suo singolo Superstar.
- Nel 2009 la girl band britannica The Saturdays ha realizzato una propria versione del brano, pubblicandola come quarto singolo estratto dal loro album di debutto Chasing Lights.
- Nel 2013 la canzone è stata cantata anche dal cast della serie televisiva statunitense Glee.

## Nella cultura di massa
Just Can't Get Enough è stato utilizzato nel trailer del film Scrivimi una canzone (2007) ed è presente nei film Summer Lovers (1982) e Due gemelle a Londra (2001).
Dal 2010 il singolo è stato adottato dai tifosi del Celtic, e più in particolare dalla Green Brigade, come coro da stadio. Da Glasgow è poi passata in Inghilterra, dove molte squadre, tra cui il Burnley e il Bolton ne fanno lo stesso uso. Dal 2011 i tifosi del Liverpool cantano la canzone con parole modificate, in onore dell'attaccante uruguaiano Luis Suárez. In un'intervista a un sito sportivo britannico, Andrew Fletcher, nonostante sia tifoso del Chelsea, ha dichiarato di sentirsi profondamente onorato di questo uso del brano, specialmente da parte dei tifosi del Celtic. La canzone viene poi riprodotta all'Unipol Domus dopo ogni partita terminata con una vittoria della squadra di casa, il Cagliari.